# Chaumont-Porcien
Chaumont-Porcien je naselje in občina v severnem francoskem departmaju Ardeni regije Šampanja-Ardeni. Leta 1999 je naselje imelo 473 prebivalcev.

## Geografija
Kraj se nahaja v pokrajini Šampanji v bližini meje z regijo Pikardijo, 22 km severozahodno od Rethla.

## Uprava
Chaumont-Porcien je sedež istoimenskega kantona, v katerega so poleg njegove vključene še občine Chappes, Doumely-Bégny, Draize, Fraillicourt, Givron, Montmeillant, Remaucourt, Renneville, Rocquigny, La Romagne, Rubigny, Saint-Jean-aux-Bois in Vaux-lès-Rubigny z 2.626 prebivalci.
Kanton je sestavni del okrožja Rethel.

## Zanimivosti
- kapelica - svetišče na hribu nad Chaumontom Mont Saint-Berthauld, zgrajena po smrti irskega puščavnika svetega Bertolda (452-525); sedanja je bila postavljena v 19. stoletju v bizantinskem slogu.

1. ↑  »Populations légales 2016«. Nacionalni inštitut za statistične in gospodarske raziskave. Pridobljeno 25. aprila 2019.